# Mistrzostwa Europy w Wioślarstwie 1971
61. Mistrzostwa Europy w Wioślarstwie odbyły się w dniach 12–15 sierpnia (zawody kobiet) oraz 18–22 sierpnia (zawody mężczyzn) 1971 r. w duńskiej Kopenhadze (po raz 3. w historii). Mężczyźni rywalizowali w 7, a kobiety w 5 konkurencjach wioślarskich na pobliskim jeziorze Bagsværd.

## Medaliści

### Mężczyźni
| Konkurencja                 | Złoto | Czas    | Srebro | Czas    | Brąz | Czas    | Źródło      |
| --------------------------- | --- | ------- | --- | ------- | --- | ------- | ----------- |
| M1x (jedynka)               | Alberto Demiddi | 6:57.99 | Götz Draeger | 7:01.41 | Murray Watkinson | 7:02.34 | [ 2 ] [ 3 ] |
| M2x (dwójka podwójna)       | NRD Hans-Ulrich Schmied · Joachim Böhmer | 6:15.27 | Norwegia Frank Hansen · Svein Thøgersen | 6:15.65 | ZSRR Nikołaj Balenkow · Giennadij Korszykow | 6:25.20 | [ 3 ] [ 4 ] |
| M2- (dwójka bez sternika)   | NRD Werner Klatt · Peter Gorny | 6:43.40 | Czechosłowacja Lubomír Zapletal · Petr Lakomý | 6:48.57 | Polska Alfons Ślusarski · Jerzy Broniec | 6:51.46 | [ 3 ] [ 5 ] |
| M2+ (dwójka ze sternikiem)  | NRD Wolfgang Gunkel · Jörg Lucke · Klaus-Dieter Neubert (sternik)                                                                                      | 6:56.94 | Czechosłowacja Oldřich Svojanovský · Pavel Svojanovský · Petr Krchov (sternik)                                                                                               | 6:58.43 | ZSRR Władimir Jeszynow · Nikołaj Iwanow · Aleksandr Łukjanow (sternik) | 6:59.59 | [ 3 ] [ 6 ] |
| M4- (czwórka bez sternika)  | NRD Frank Forberger · Frank Rühle · Dieter Grahn · Dieter Schubert                                                                                     | 6:00.72 | Norwegia Ole Nafstad · Tom Amundsen · Kjell Sverre Johansen · Svein Erik Nilsen                                                                                              | 6:03.59 | RFN Joachim Ehrig · Peter Funnekötter · Franz Held · Wolfgang Plottke | 6:06.02 | [ 3 ] [ 7 ] |
| M4+ (czwórka ze sternikiem) | RFN Peter Berger · Hans-Johann Färber · Gerhard Auer · Alois Bierl · Uwe Benter (sternik)                                                              | 6:12.82 | NRD Manfred Schmorde · Hartmut Schreiber · Manfred Schneider · Harold Dimke · Dietmar Schwarz (sternik)                                                                      | 6:14.95 | ZSRR Anatolij Fiodorow · Wiktor Suslin · Wołodymyr Sterlik · Anuszawan Gasan-Dżałałow · Igor Rudakow (sternik)                                                                                  | 6:14.98 | [ 3 ] [ 8 ] |
| M8+ (ósemka)                | Nowa Zelandia Tony Hurt · Wybo Veldman · Dick Joyce · John Hunter · Lindsay Wilson · Joe Earl · Trevor Coker · Gary Robertson · Simon Dickie (sternik) | 5:33.92 | NRD Bernd Ahrendt · Ernst Otto Borchmann · Klaus-Peter Foppke · Reinhard Gust · Rolf Jobst · Eckhard Martens · Hans-Joachim Puls · Dietrich Zander · Reinhard Zahn (sternik) | 5:34.32 | ZSRR Aleksandr Martyszkin · Nikołaj Sumatochin · Władimir Iljinski · Pawieł Sołowjew · Tiit Helmja · Apolinaras Grigas · Benjaminas Nacevičius · Mindaugas Vaitkus · Wiktor Michiejew (sternik) | 5:36.83 | [ 3 ] [ 9 ] |

### Kobiety
| Konkurencja                           | Złoto | Czas    | Srebro | Czas    | Brąz | Czas    | Źródło       |
| ------------------------------------- | --- | ------- | --- | ------- | --- | ------- | ------------ |
| W1x (jedynka)                         | Anita Kuhlke | 4:30.75 | Annick Anthoine | 4:34.66 | Edith Baumann | 4:36.66 | [ 3 ] [ 10 ] |
| W2x (dwójka podwójna)                 | ZSRR Galina Suslina · Jelizawieta Kondraszyna | 4:05.55 | NRD Gisela Jäger · Rita Schmidt | 4:08.13 | RFN Astrid Hohl · Bärbel Kornhass | 4:09.55 | [ 3 ] [ 11 ] |
| W4x+ (czwórka podwójna ze sternikiem) | Rumunia Ioana Tudoran · Mitana Botez · Elisabeta Lazăr · Doina Bardaş · Ștefania Borisov (sternik)                                                                                | 3:48.39 | ZSRR Galina Mitrochina · Aleksandra Boczarowa · Nadieżda Pronina · Tatjana Rakowszczik · Ludmiła Arzakowska (sternik)                                                     | 3:50.92 | Francja Josiane Fénié · Jeanine Gonneaud · Josiane Massiasse · Jacqueline Kustner · Marie-Hélène Gin (sternik)                                                                    | 3:53.14 | [ 12 ]       |
| W4+ (czwórka ze sternikiem)           | ZSRR Jelena Morozowa · Tatjana Pietrowa · Olga Iwanowa · Ałła Kuleszowa · Ałła Siszewa (sternik)                                                                                  | 3:55.77 | Rumunia Doina Bălașa · Marioara Sîngiorzan · Elena Neculau · Teodora Untaru · Rodica Iordache (sternik)                                                                   | 3:56.45 | NRD Irmhild Schulz · Angelika Noack · Ingelore Schweizer · Irina Müller · Christine Rösch (sternik)                                                                               | 3:59.66 | [ 3 ] [ 13 ] |
| W8+ (ósemka)                          | ZSRR Nina Bystrowa · Walentina Rubcowa · Jewdokija Riabowa · Nina Abramowa · Walentina Aleksiejewa · Sofija Biekietowa · Nina Fiłatowa · Łarisa Soczkowa · Nina Frołowa (sternik) | 3:27.78 | NRD Rosel Nitsche · Ute Bahr-Marten · Renate Schlenzig · Gunhild Blanke · Renate Boesler · Brigitte Ahrenholz · Susanne Spitzer · Christa Staack · Gudrun Apelt (sternik) | 3:35.52 | Rumunia Ecaterina Trancioveanu · Elena Neculau · Elena Oprea · Cristel Wiener · Florica Petcu · Elena Gawluk · Marioara Constantin · Viorica Lincaru · Ștefania Borisov (sternik) | 3:41.38 | [ 3 ] [ 14 ] |

## Klasyfikacja medalowa
| Miejsce | Reprezentacja  | Złoto | Srebro | Brąz | Razem |
| ------- | -------------- | ----- | ------ | ---- | ----- |
| 1.      | NRD            | 5     | 5      | 1    | 11    |
| 2.      | ZSRR           | 3     | 1      | 4    | 8     |
| 3.      | Rumunia        | 1     | 1      | 1    | 3     |
| 4.      | RFN            | 1     | 0      | 3    | 4     |
| 5.      | Nowa Zelandia  | 1     | 0      | 1    | 2     |
| 6.      | Argentyna      | 1     | 0      | 0    | 1     |
| 7.      | Czechosłowacja | 0     | 2      | 0    | 2     |
| 7.      | Norwegia       | 0     | 2      | 0    | 2     |
| 9.      | Francja        | 0     | 1      | 1    | 2     |
| 10.     | Polska         | 0     | 0      | 1    | 1     |
| Razem   | Razem          | 12    | 12     | 12   | 36    |